# Canhão de assalto

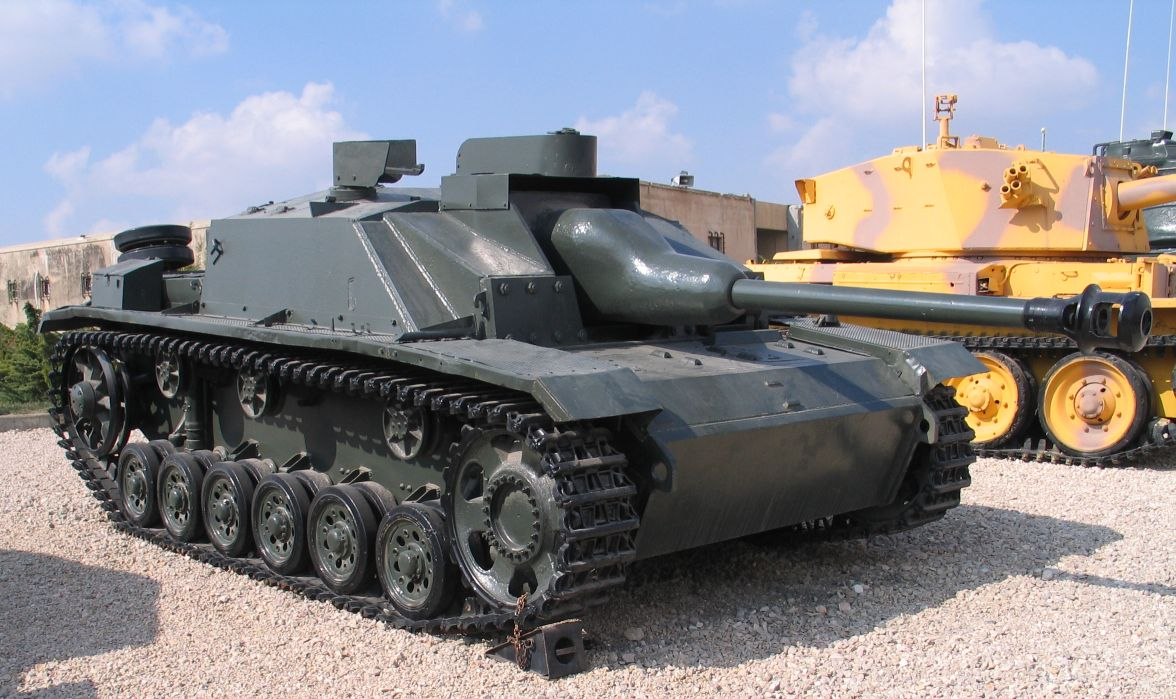
Sturmgeschütz III, equipado com um canhão de 7,5 cm.

Uma canhão de assalto, injetor de assalto, ou ainda arma de assalto, é uma arma ou obus montado em um veículo a motor ou em um chassi de um veículo blindado, projetado para ser usado como suporte de infantaria em ataques diretos contra a infantaria inimiga ou posições fortificadas.
Historicamente, canhões de assalto não possuem torres giratórias, e sua arma principal é acoplada juntamente ao chassi do veículo, numa forma de casamata, isso permitiu que o chassi do veículo comportasse uma maior blindagem frontal e um canhão de maior calibre e poder de fogo, além de reduzir o perfil do veículo, a fim de ser menos detectável pelo inimigo. Canhões de assalto são semelhantes aos destruidores de tanques, sua única diferença é que o canhão de assalto possuí canhões de calibres maiores e mais poderosos (geralmente acima dos 120 mm), indicados para destruição de fortificações inimigas.
Depois da Segunda Guerra Mundial, assim como os destruidores de tanques, os canhões de assalto caíram em desuso, sendo as suas funções inteiramente assumidas pelos carros de combate armados com canhões de calibres cada vez maiores. A função de caça-carro tem sido assumida ou pelos próprios carros de combate ou por blindados ligeiros sobre rodas ou sobre lagartas, armados com peças de grande potência (disparando projéteis especiais anticarro) ou com mísseis anticarro.
Na língua alemã, o termo arma de assalto é literalmente "Sturmgeschütz", nome dado a uma série de destruidor de tanques.